# Archgoat
Archgoat és una banda finlandesa de metall extrem formada el 1989 pels germans bessons Ritual Butcherer a la guitarra i Lord Angelslayer al baix i la veu. Els membres d'Archgoat s'identifiquen obertament amb la filosofia del satanisme i l'ocultisme com s'expressa en el seu contingut líric, que també consta de temes anticristians.

## Història
Archgoat és vista com una de les bandes de metall extrem més influents de Finlàndia. Es va formar l'any 1989 a Turku, Finlàndia, encara que no van publicar el seu primer enregistrament, titulat Jesús Spawn, fins al 1991. L'any 1992, la banda va signar un contracte per publicar amb Necropolis Records. I el 1993, el seu MLP, Angelcunt (Contes de Desecration), va ser publicat. Més tard aquell any Archgoat va entrar a un estudi a temps complet per acord amb Necropolis. Tot i que, després de les seves sessions d'enregistrament, un desacord amb els termes del seu contracte resultà en la banda rebutjant que es publiqués el material acabat.
El 1993, Archgoat va començar un hiat extens, argumentat amb la seva creença que no volien pertànyer a l'"escena" de black metal comercial. La banda no es va reunir de nou fins al 2004, quan van publicar l'any 1993 nou material en un EP de 7", titulat Angelslaying Black Fucking Metal, a través de Hammer of Hate Records. El seu concert First Live Black Mass, fou enregistrat a Finlàndia el 2005. El bateria Sinistre Karppinen esdevindria membre permanent de la banda en aquell temps. El seu LP de debut seva Whore of Bethlehem va ser publicat el setembre 2006, i van embarcar-se en una gira europea la primavera de 2007 amb Black Witchery. Un live split d'aquesta gira va ser publicat amb el títol de Desecration & Sodomy l'any 2008. El 2020 la banda va publicar el seu àlbum en directe Black Mass XXX. I per commemorar els trenta anys de concerts en directe, enregistraren un directe a la sala d'exhibició Debemur Morti Productions' Servants Of Chaos el 28 de setembre de 2019, que seria publicat el 10 d'abril de 2020.
El juliol de 2015 va ser anunciat que el bateria durant llarg temps de la banda Sinistre Karppinen havia abandonat la formació i que seria reemplaçat per VnoM.

## Discografia

### Àlbums d'estudi
- Whore of Bethlehem (2006)
- The Light-Devouring Darkness (2009)
- The Apocalyptic Triumphator (2015)
- The Luciferian Crown (2018)
- Worship the Eternal Darkness (2021)

### EPs
- Angelcunt (Tales of Desecration) (1993)
- Angelslaying Black Fucking Metal (2004)
- Heavenly Vulva (Christ's Last Rites) (2011)
- Eternal Damnation Of Christ (2017)
- All Christianity Ends (2022)

### Demos/promos
- Jesus Spawn (1991)
- Penis Perversor (1993)

### Àlbums en directe
- Archgoat and Black Witchery (2008)
- Black Mass XXX (2020)

### Àlbums compartits
- Messe Des Morts / Angel Cunt (1999) (with Beherit)
- Lux Satanae (Thirteen Hymns Of Finnish Devil Worship) (2015) (with Satanic Warmaster)

## Membres

### Membres actuals
- Angelslayer (Rainer Puolakanaho) Baix, veus - (1989–1993, 2004–present)
- Ritual Butcherer (Kai Puolakanaho) guitarres, baix - (1989–1993, 2004–present)
- Goat Aggressor (Tuukka Franck) bateria - (2017-present)[7]

### Membres anteriors
- Blood Desecrator (Tommi) bateria - (1989–1993)
- Sinistre Karppinen (Tuomas Karppinen) tambors - (2005–2015)
- VnoM (Ville Markkanen) Bateria - (2015-2017)
- Diabolus Sylvarum (Risto Suomi) Teclats - (2014-2018)

### Membres pels directes
- Leneth the Unholy Carnager bateria - (2004-2005)
- Maggot Wrangler bateria - (2015)